# Sophronica obrioides
Sophronica obrioides là một loài bọ cánh cứng trong họ Cerambycidae.